# La Espero

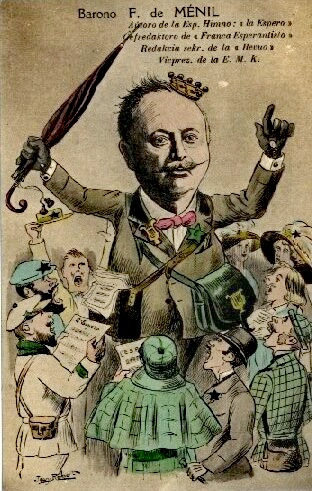
Félicien Menu de Ménil.

La Espero (L'Esperança) és l'himne del moviment esperantista i de la llengua auxiliar esperanto. Ludwik Lejzer Zamenhof (1859-1917), el fundador de l'Esperanto, va escriure'n la lletra i, entre una dotzena d'àries, va ser la «marxa triomfal» composta pel belga Félicien Menu de Ménil la que va esdevenir més famosa.
Aquesta melodia, de caràcter quasi militar, no era l'ària per la qual el poema va ser cantat en un principi. La primera melodia, que no era una marxa, va ser composta, el 1891, pel suec Cl. Adelsköld. El 1905, durant el primer Congrés Universal, a Boulogne-sur-Mer, hom va proposar dos himnes: el que havia compost Adelsköld i el de Ménil. Cap dels dos no va ser acceptat, de manera definitiva, com a himne oficial de l'esperanto. La decisió presa va ser la següent: «prenem la decisió d'ajornar la petició per a la creació d'un himne universal perquè es consideri en el proper congrés.»
| En la mondon venis nova sento, tra la mondo iras forta voko; per flugiloj de facila vento nun de loko flugu ĝi al loko. Ne al glavo sangon soifanta ĝi la homan tiras familion: al la mond' eterne militanta ĝi promesas sanktan harmonion. Sub la sankta signo de l'espero kolektiĝas pacaj batalantoj, kaj rapide kreskas la afero per laboro de la esperantoj. Forte staras muroj de miljaroj inter la popoloj dividitaj; sed dissaltos la obstinaj baroj, per la sankta amo disbatitaj. Sur neŭtrala lingva fundamento, komprenante unu la alian, la popoloj faros en konsento unu grandan rondon familian. Nia diligenta kolegaro en laboro paca ne laciĝos, ĝis la bela sonĝo de l' homaro por eterna ben' efektiviĝos. | Al món ha arribat un nou sentiment, una crida potent recorre el món; en ales d'un vent lleuger que voli ara d'un lloc a l'altre. No és a una espasa sedegosa de sang on atreu la família humana: al món que eternament batalla li promet santa harmonia. Sota el signe sant de l'esperança s'apleguen els lluitadors de la pau, i ràpidament creix l'obra a través del treball dels esperançats. S'alcen forts murs mil·lenaris entre els pobles dividits; però s'esmicolaran les barreres obstinades pel sant amor derrocades. Sobre un fonament lingüístic neutral, comprenent-se els uns als altres, els pobles es posaran d'acord per fer una gran família. Els nostres diligents camarades no es cansaran de lluitar per la pau, fins que el bell somni de la humanitat per a benedicció eterna es realitzi. |